# 本格特孢堆黑粉菌
本格特孢堆黑粉菌（学名：Sporisorium benguetense）是属于黑粉菌目黑粉菌科孢堆黑粉菌属的一种真菌，寄生在黄背草上。该种分布于中国、菲律宾。